# Ronny
Ronny eller Ronnie är ett mansnamn som ursprungligen var en smekform av Ronald. Namnet blev, liksom flera andra engelska namn, populärt på 1930- och 1940-talen. Det fortsatte att vara populärt fram till 1970-talet för att därefter minska betydligt.
Det fanns 31 december 2005 totalt 12 045 män i Sverige med förnamnet Ronny, varav 6 962 hade det som tilltalsnamn. Motsvarande siffror för stavningen Ronnie var 3 794 resp. 2 437. Det fanns också omkring 105 kvinnor med förnamnet Ronny och 19 med förnamnet Ronnie. År 2003 fick 59 pojkar namnet Ronny, varav 18 fick det som tilltalsnamn. 

## Namnsdag
I Sverige 16 maj (Sedan 2001. Tidigare 1986-1992 på 9 augusti och 1993-2000 på 6 juli). I den finlandssvenska namnsdagslängden har Ronny namnsdag 5 september sedan 1995.

## Personer med namnet Ronny/Ronnie
- Ronny Ambjörnsson - svensk professor i idéhistoria och författare
- Ronny Carlsson - svensk musiker, låtskrivare, lyriker och poet
- Ronny Eriksson - svensk ståuppkomiker
- Ronnie Hellström - svensk fotbollsmålvakt
- Ronny Landin - mördad i gängbråk 1986
- Ronnie Peterson - svensk Formel 1-förare
- Ronney Pettersson - svensk fotbollsmålvakt
- Ronnie Sundin, svensk ishockeyspelare, OS-guld 2006
- Ronny Svensson, svensk journalist
- Ronnie Wood  - brittisk gitarrist i Rolling Stones
- Ronnie VanZant - amerikansk rockmusiker
- Ronny Fritsche - svensk filmproducent

## Fiktiva personer med namnet Ronny/Ronnie
- Ronny och Ragge - fiktiva raggare
- Ronny Jönsson - skådespelaren Claes Malmbergs genombrottsroll är en komisk figur med en folklig stil och stort intresse för hårdrock